# 101 a.C.
Il 101 a.C. (CI a.C. in numeri romani) è un anno  del II secolo a.C.

## Eventi
- 30 luglio - Battaglia dei Campi Raudii: Gaio Mario e Quinto Lutazio Càtulo sconfiggono i Cimbri
- Trattato di Scitopoli (guerra degli scettri): Alessandro Ianneo giura fedeltà a Tolomeo X e Cleopatra III, mantenendo il titolo di re di Giudea.

## Nati
- 13 luglio - Gaio Giulio Cesare, generale, politico e storico romano († 44 a.C.)

## Morti
- 30 luglio - Boiorix, re
- 30 luglio - Lugius, re
- Ariarate VII di Cappadocia, sovrano
- Cleopatra III, regina egizia
- Sempronia, nobildonna romana (n. 170 a.C.)
- Atenione, rivoluzionario greco antico